# Евмен от Кардия
Евмен (на старогръцки: Εὐμένης, Eumenes; * 362 г. пр. Хр. или 361 г. пр. Хр.; † 316 г. пр. Хр.) е секретар на Александър Велики и един от неговите наследници. Той е единственият немакедонец и невоенен сред диадохите. Въпреки това той е смятан за един от най-способните военачалници от Диадохските войни.
Евмен произлиза от милетийската колония Кардия, която се намира в северния край на тракийския Херсонес (днес: Галиполи). Баща му се казва Йероним, затова се предполага че Евмен е роднина на неговия наследник, по-късния историк Йероним от Кардия.
Евмен и баща му са противници на тирана Хекатай от Кардия и бягат в двора на цар Филип II Македонски, с когото са в приятелски отношения. Там той е назначен за негов секретар и остава такъв при Александър Велики.
Евмен участва в целия поход на Александър в Азия и го документира в историческото произведение Ефемериди. Той е враг на Хефестион, най-добрият приятел на Александър. Евмен натрупва голямо богатство по време на похода.
В Индия Евмен за пръв път получава командването на самостоятелни операции, освен това той е един от триерархите на Инд-фолотата. На масовата сватдба в Суза през 324 г. пр. Хр. той е оженен с принцеса Артонис, дъщеря на Артабаз II и правнучка на великия цар Артаксеркс II. След смъртта на Хефестион, той става главен командир на хетайри-кавалерията, най-важната част на войската, като заместник на повишения на хилиарх Пердика.
След смъртта на Александър, гръкът Евмен получава 322 г. пр. Хр. провинция Кападокия от Пердика. Той е назначен от Пердика и за сатрап на провинция Фригия (Малка Фригия) на Хелеспонт и стратег на Мала Азия.
През пролетта 320 г. пр. Хр. Евмен побеждава в битката при Хелеспонт генерал Кратер, който е убит в битката и Евмен го погребва тържествено.
През 320 г. пр. Хр. Пердика е убит на Нил.
През пролетта 319 г. пр. Хр. Антигон I Монофталм побеждава Евмен в битката при Оркиния и той се оттегля в крепостта Нора, където месеци наред е обсаден. Касандър го назначава за стратег на Азия и го задължава да се бие против Антигон Монофталм
През пролетта 318 г. пр. Хр. Евмен марширува към Фойникия и завладява градове на брега, които са държани от Птолемей. Той започва да строи флота, с която иска да се прехвърли в Европа и да се присъедени към Полиперхон.
През третата диадохска война Евмен от Кардия се бие против Антигон Монофталм. През юни/юли 316 г. пр. Хр. Евмен побеждава Антигон в битката при Копратас близо до Суза (Иран).
Евмен от Кардия се бие без резултат против Антигон Монофталм в битката при Параитакена есента 316 г. пр. Хр. и в битката при Габиена през зимата 316 г. пр. Хр.
На третия ден по пътя му към Персеполис Евмен е убит от непознат с копие.
Антигон нарежда почетно тържество и изпраща пепелта му в сребърна урна за погребение на жена му в Кападокия.